# Bogdaniec (Mazovie)
Pour les articles homonymes, voir Bogdaniec.
Bogdaniec  [bɔɡˈdaɲet͡s] est un village polonais de la gmina de Sochaczew dans le powiat de Sochaczew et dans la voïvodie de Mazovie.
Il est situé approximativement à 8 kilomètres à l'est de Sochaczew et à 45 kilomètres à l'ouest de Varsovie.